# Chamoisage

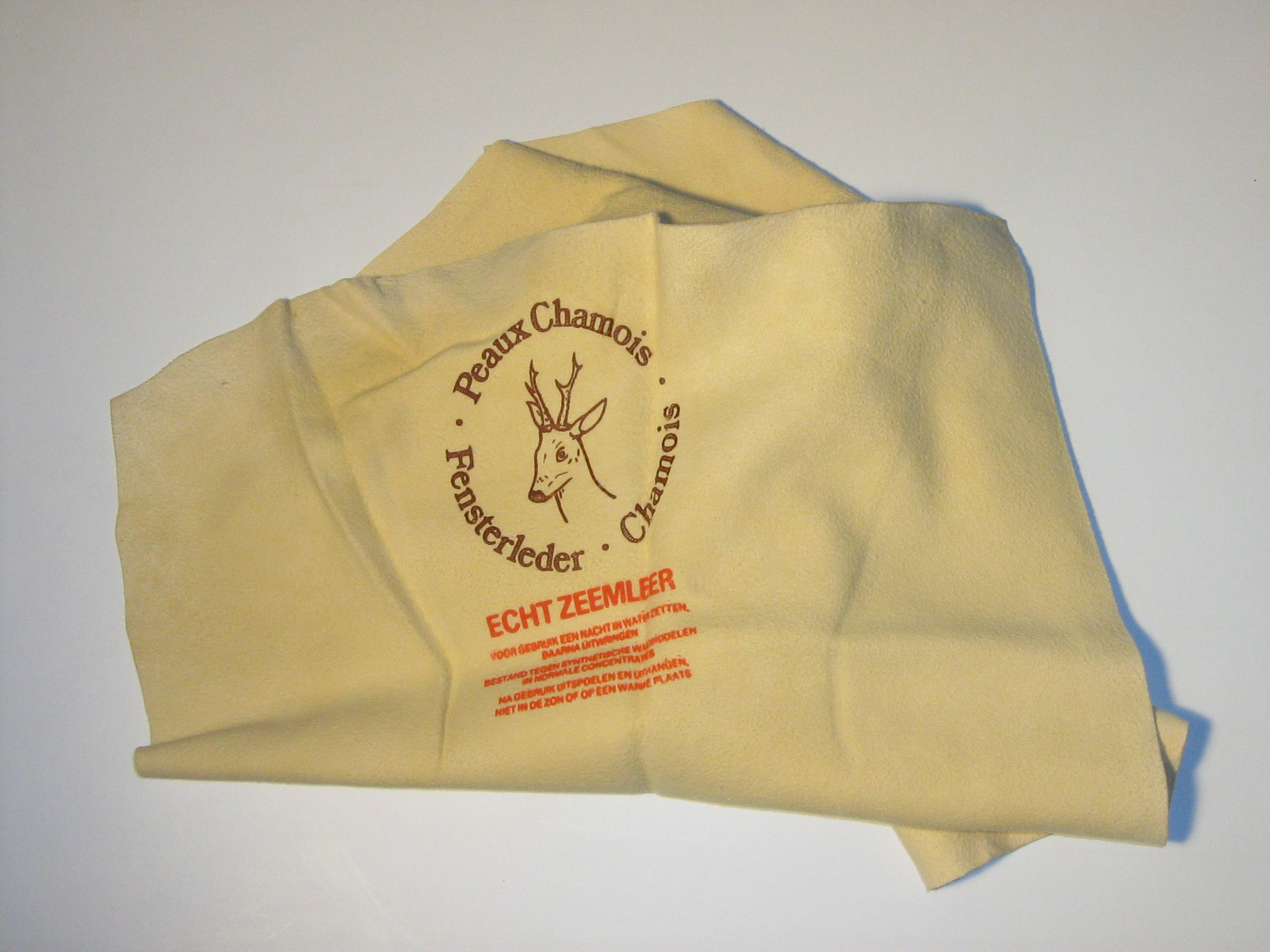
Une « peau de chamois »

Le chamoisage est une technique artisanale qui consiste à fabriquer un type de cuir très souple et de grande qualité, utilisé notamment dans la ganterie. L'atelier où se pratique cette activité est appelé une « chamoiserie », tandis que l'artisan dont c'est la spécialité est un « chamoiseur ».

## Historique
On fabriquait autrefois du cuir à partir de peaux de chamois (d'où l'origine du mot « chamoisage ») traitées avec de l'huile de poisson, ce qui en faisait un produit rare et cher. Les artisans essayaient donc de fabriquer des cuirs aux qualités approchantes en utilisant la peau d'animaux d'élevage, un tel cuir est alors appelé « peau chamoisée ».
Les premières chamoiseries françaises ont été établies dans la région de Poitiers et de Niort sous le règne de François Ier.

## Technique de fabrication
Le chamoisage est désormais pratiqué sur les mêmes types de peaux que celles utilisées en mégisserie (agneau, chèvre, vachette, mouton…). Il met en œuvre les mêmes opérations que la mégisserie jusqu'à l'étape de « gonflement ». Les peaux sont alors étendues et enduites avec de l'huile de poisson, puis frappées avec un fouloir pour faire pénétrer l'huile. Durant cette étape on expose régulièrement les peaux à l'air (on les « évente »), tout en ajoutant de l'huile.
La dernière opération du chamoisage est le « remaillage » qui consiste à faire « cotonner » la peau en arrachant sa « fleur » avec un couteau qui ne tranche pas.
Un sous-produit du chamoisage, le « dégras », est très recherché par les corroyeurs pour apprêter leurs cuirs.
Il existe une norme française AFNOR qui s'applique aux peaux chamoisées : NF G59-001 de janvier 1981, Cuirs et peaux - Peaux chamoisées - Présentation, dimensions et marquage.

### Ouvrages
- Jean-Pierre Henri Azéma, Moulins du cuir et de la peau - Moulins a tan et à chamoiser en France XIIe – XXe siècle, éditions Créer, 2004,  (ISBN 2-84819-014-0), extraits consultables en ligne sur Google Books